# Tipula sanctaeritae
Tipula sanctaeritae är en tvåvingeart som beskrevs av Alexander 1946. Tipula sanctaeritae ingår i släktet Tipula och familjen storharkrankar. Inga underarter finns listade i Catalogue of Life.